# Pražský filharmonický sbor
Pražský filharmonický sbor je český smíšený pěvecký sbor, nejstarší profesionální sbor v historii Československa a České republiky. Byl založen roku 1935 sbormistrem a pedagogem Janem Kühnem. Patří k významným pěveckým tělesům jak na domácí scéně tak i v evropském měřítku. Kromě dlouhodobé spolupráce s Českou filharmonií či Izraelskou filharmonií, vystoupil například s Berlínskými filharmoniky, Petrohradskou filharmonií, nebo Vídeňskými symfoniky pod vedením dirigentů jako jsou Zubin Mehta, Simon Rattle, Vladimir Fedosejev, Marcello Rota a Jiří Bělohlávek. Od roku 2007 je hlavním sbormistrem Lukáš Vasilek.

## Historie
Svou uměleckou činnost zahájil v roce 1935 pod vedením svého zakladatele, pěvce a sbormistra Jana Kühna jako Český pěvecký sbor. Měl původně sloužit především potřebám rozhlasového vysílání a poprvé se představil 8. ledna téhož roku v opeře Debora Josefa Bohuslava Foerstera, kterou nastudoval Otakar Jeremiáš. Těleso se brzy osvědčilo jako spolehlivý partner pražských orchestrů při uvádění kantát, oratorií i oper a stalo se nezbytnou součástí pražského hudebního života. Začali jej angažovat význační dirigenti, jako byli kupř. Rafael Kubelík, Václav Talich, Karel Ančerl, Václav Neumann, Václav Smetáček ad. Některé koncerty se staly památnými událostmi. Bylo to například provedení Svaté Ludmily Antonína Dvořáka na nádvoří Pražského hradu pod taktovkou Rafaela Kubelíka v roce 1948, nastudování Krále Davida za osobního řízení Artura Honeggera v roce 1949, provedení Beethovenovy Deváté symfonie na festivalu Pražské jaro v roce 1949 pod řízením Ericha Kleibera.
První gramofonovou nahrávkou sboru bylo oratrorium Stabat Mater Antonína Dvořáka s dirigentem Václavem Talichem v roce 1952.
Zprvu amatérské těleso se postupně profesionalizovalo a v roce 1953 bylo organizačně přičleněno k České filharmonii, která se stala jeho nejdůležitějším partnerem.
V roce 1959 – po smrti zakladatele prof. Jana Kühna – přebral řízení sboru prof. Josef Veselka. Jeho éra přinesla sboru moderní zvukový obraz, který se stal příkladem kvality pro mnohé sbory v Evropě. Josef Veselka předváděl bezkonkurenční analytickou práci přinášející skvělou dramatickou stavbu jednotlivých skladeb s dokonalou intonační čistotou. V 60. letech podnikl sbor, již pod názvem Pražský filharmonický sbor, velká zahraniční turné po Evropě. V sedmdesátých letech účinkoval sbor poprvé v Japonsku. V roce 1981 po 23 letech činnosti předal Josef Veselka řízení tělesa svému žákovi Lubomíru Mátlovi. Za jeho desetileté éry natáčí Pražský filharmonický sbor kupříkladu Stabat Mater a Requiem Antonína Dvořáka s dirigentem Wolfgangem Sawallischem, kantátové dílo Johannese Brahmse s Giuseppe Sinopolim a pravidelně účinkuje na Rossiniho operním festivalu v Pesaru. Gramofonové nahrávky s Českou filharmonií získávají mezinárodní ceny v Paříži, Berlíně a Tokiu a sbor dále nahrává i některé exkluzivní operní snímky.
Další etapa nastává v roce 1990 pod vedením sbormistra Pavla Kühna, syna zakladatele sboru. Část členů, kteří se chtějí věnovat spíše komorní tvorbě založila Pražský komorní sbor. V roce 1991 Pražský filharmonický sbor začal pracovat jako samostatná organizace. Navázal nové kontakty se zahraničím, začal spolupracovat s Berlínskou filharmonií, Izraelskou filharmonií, amsterodamským Královským orchestrem Concertgebouwo a dalšími.
V letech 1996 až 2004 byl hlavním sbormistrem Jaroslav Brych, který pokračoval v uměleckém odkazu svých předchůdců. Od roku 2005 do konce sezony 2006 působil jako hlavní sbormistr v Pražském filharmonickém sboru Jan Rozehnal. V březnu 2007 byl do čela sboru jmenován sbormistr Lukáš Vasilek a stálým hostujícím sbormistrem se stal Miroslav Košler. Pražský filharmonický sbor je pravidelně zván na světové i české hudební festivaly, ale také jako operní sbor do významných divadel. Spolupracuje se světoznámými dirigenty, kteří jeho spoluúčinkování při koncertech i nahrávkách často přímo vyžadují. Neméně důležitá je ovšem koncertní spolupráce sboru s českými orchestry, předně s Českou filharmonií.
V roce 2008 se sbor podílel na nahrávání alba Souvenirs ruské divy Anny Netrebko. Roku 2011 vystoupil v pražské O2 areně při provedení Mahlerovy Symfonie č. 8 („Symfonie tisíců“) se Symfonickým orchestrem Severoněmeckého rozhlasu v Hamburku. Během října a listopadu 2014 absolvoval Pražský filharmonický sbor turné po Spojených státech amerických a Mexiku, zahrnujícím koncerty v New Yorku, Washingtonu či v Mexiku.
18. června 2017 vystoupil Pražský filharmonický sbor na smutečním koncertu k poctě Jiřího Bělohlávka při provedení Dvořákovy Stabat Mater v pražském Rudolfinu. V roce 2017 se také sbor podílel na koncertním provedení Pucciniho Turandot v Izraeli pod taktovkou Zubina Mehty. Roli Calafa zpíval světoznámý tenor Gregory Kunde. Ze stejného roku pochází i nahrávka několika kantát Bohuslava Martinů, která byla oceněna prestižními hudebními časopisy BBC Music Magazine a Gramophone.
Pod vedením hlavního sbormistra Lukáše Vasilka si sbor vybudoval pozici vysoce oceňovaného partnera světových orchestrů. To dokládá i budoucí spolupráce s Berlínskými filharmoniky a jejich novým šéfdirigentem Kirillem Petrenkem, účast na Festivalu v Baden-Badenu, koncert na Beethoven Fest Bonn s Vladimirem Fedosejevem či spolupráce s dirigenty Zubinem Mehtou, Alanem Gilbertem, Sirem Johnem Eliotem Gardinerem, Fabiem Luisim či Marissem Jansonsem. Sbor v budoucnu zavítá mj. do Berlina, Baden-Badenu nebo St. Gallenu, Budapesti, Bregenzu. PFS se dlouhodobě podílí na nahrávání pro společnost DECCA. Za hlavního domácího partnera považuje Pražský filharmonický sbor i nadále Českou filharmonii v čele s jejím šéfdirigentem Semjonem Byčkovem, ale neopomíjí ani spolupráci s dalšími českými orchestry.

### Bregenzer Festspiele
V roce 2009 spolupracoval Pražský filharmonický sbor na inscenaci Aidy na rakouském operním festivalu Bregenzer Festspiele, který se koná vždy v létě v Bregenz Festspielhausu na vodní konstrukci divadelní scény u břehů Bodamského jezera. Od roku 2010 je sbor rezidenčním tělesem na tomto festivalu, kde od té doby vytvořil řady inscenací s předními tělesy i interprety světové operní scény, např.
- 2011, 2012 - Andrea Chénier (Umberto Giordano)
- 2012 – Solaris (Detlev Glanert)
- 2013, 2014 – Die Zauberflöte (W. A. Mozart)[3]
- 2015 – Turandot (Giacomo Puccini), Les Contes d'Hoffmann (Jacques Offenbach)[6]
- 2016 – Amleto (Franco Faccio) - v titulní roli s Pavlem Černochem, Turandot (Giacomo Puccini)[7]
- 2017 –  Mosè in Egitto (Gioachino Rossini), Carmen (Georges Bizet)
- 2018 - Beatrice Cenci (Berthold Goldschmidt), Carmen (Georges Bizet)
- 2019 - Don Quichotte (Jules Massenet), Rigoletto (Giuiseppe Verdi)

## Historie názvů sboru
- Český pěvecký sbor – první název sboru po založení v roce 1935
- Pražský filharmonický sbor – používaný název doposud od roku 1969 (Prague Philharmonic Choir)
- Czech Philharmonic Chorus – dosud živý název sboru používaný pro některá zahraniční účinkování, gramofonové nahrávky a reedice na CD.

## Akademie sborového zpěvu
Od sezony 2012-13 organizuje Pražský filharmonický sbor Akademii sborového zpěvu. Její roční až dvouleté studium je určeno především studentům zpěvu středních a vysokých škol od 16 do 26 let. V průběhu studia se členové Akademie zapojí do úzké spolupráce s Pražským filharmonickým sborem, získají zkušenosti a dovednosti při práci se sborovým partem na stěžejním sborovém repertoáru a vystupují na vybraných koncertech doma i v zahraničí. Akademie tedy slouží jako možný odrazový můstek pro další spolupráci se sborem a dalšími hudebními tělesy. Sbormistr Lukáš Vasilek se k projektu akademie vyjádřil takto: „Jsem rád, že umožníme studentům zpěvu získat zkušenost s prací v profesionálním sboru. Doufám, že akademie rozšíří možnosti jejich budoucího uplatnění v praxi a těším se, že Pražský filharmonický sbor objeví nové talenty do svých řad.“